# Robert Szewczyk
Robert Jan Szewczyk (ur. 19 grudnia 1980 w Olsztynie) – polski samorządowiec i urzędnik, prezydent Olsztyna od 2024.

## Życiorys
Absolwent I Liceum Ogólnokształcącego im. Adama Mickiewicza w Olsztynie. Ukończył studia z zakresu administracji na Uniwersytecie Warmińsko-Mazurskim w Olsztynie. Pracę zawodową zaczynał w urzędzie wojewódzkim, później przeszedł do urzędu marszałkowskiego. Kierował w nim biurem prasowym, a także pełnił funkcję zastępcy dyrektora gabinetu marszałka województwa Jacka Protasa. Później był urzędnikiem w departamencie kultury i edukacji, a następnie dyrektorem departamentu koordynacji promocji.
Dołączył do Platformy Obywatelskiej. W 2010 po raz pierwszy uzyskał mandat radnego Olsztyna. Utrzymywał go w kolejnych wyborach; w latach 2018–2024 pełnił funkcję przewodniczącego rady miejskiej. W 2024 wystartował w wyborach na prezydenta miasta z ramienia Koalicji Obywatelskiej. Poparł go nieubiegający się o reelekcję Piotr Grzymowicz. W I turze wyborów zajął pierwsze miejsce z wynikiem 32,81% głosów. W II turze wygrał z Czesławem Małkowskim, zdobywając 53,45% głosów. Urząd prezydenta objął 7 maja 2024.